# Tverrpolitisk Folkevalgte
Tverrpolitisk Folkevalgte är ett norskt politisk parti som bildades 1997. Partiet fick vid Stortingsvalet 1997 Steinar Bastesen vald till Stortinget men 1999 lämnade han partiet. Mellan 1998 och 2001 hette partet Tverrpolitisk kyst- og distriktsparti. Partiet fick i Stortingsvalet 2009 64 röster.